# Pterocomma xerophilae
Pterocomma xerophilae är en insektsart. Pterocomma xerophilae ingår i släktet Pterocomma och familjen långrörsbladlöss. Inga underarter finns listade i Catalogue of Life.